# Законодательный процесс
Законодательный процесс — упорядоченный процесс принятия законов, состоящий из ряда последовательных, логически завершённых этапов от разработки законопроекта до введения его в действие в качестве закона. Может пониматься как процессуальный аспект законотворчества или, в широком толковании термина, совпадать с этим понятием, обозначая деятельность по подготовке и принятию законов.
Законодательный процесс включает ряд последовательных стадий: законодательную инициативу от разработки законопроекта до его внесения в парламент, обсуждение в парламенте, принятие закона и его публикацию.
Особая роль в законодательном процессе принадлежит основному органу законодательной власти государства, то есть, как правило, парламенту и его структурам. В рамках их компетенции законодательный процесс определяется установленными парламентскими процедурами. Таковые определяются не только существующими законами, но и регламентами соответствующих палат парламента — особыми внутренними нормативными актами, устанавливающими порядок работы законодательного органа по всем вопросам его ведения.
Однако в законодательном процессе некоторых стран парламентские процедуры в ряде случаев могут свестись к минимуму. Например, ордонансы правительства Франции, подписанные президентом республики, могут иметь силу закона и лишь ратифицируются французским парламентом. Иным механизмом законодательного процесса, позволяющим обойти парламентскую процедуру, является внепарламентский референдум, то есть такой референдум, вопрос на который выносится без предварительного рассмотрения законодательным органом и вступает в силу без утверждения законодательной властью. Такая форма прямой демократии наиболее характерна для Швейцарии. Референдумы в Швейцарии, как правило, проходят четыре раза в год. Парламент имеет право лишь рекомендовать принятие или отклонение вынесенного на референдум проекта и представить возможную альтернативу ему.

## Законодательный процесс в Российской Федерации

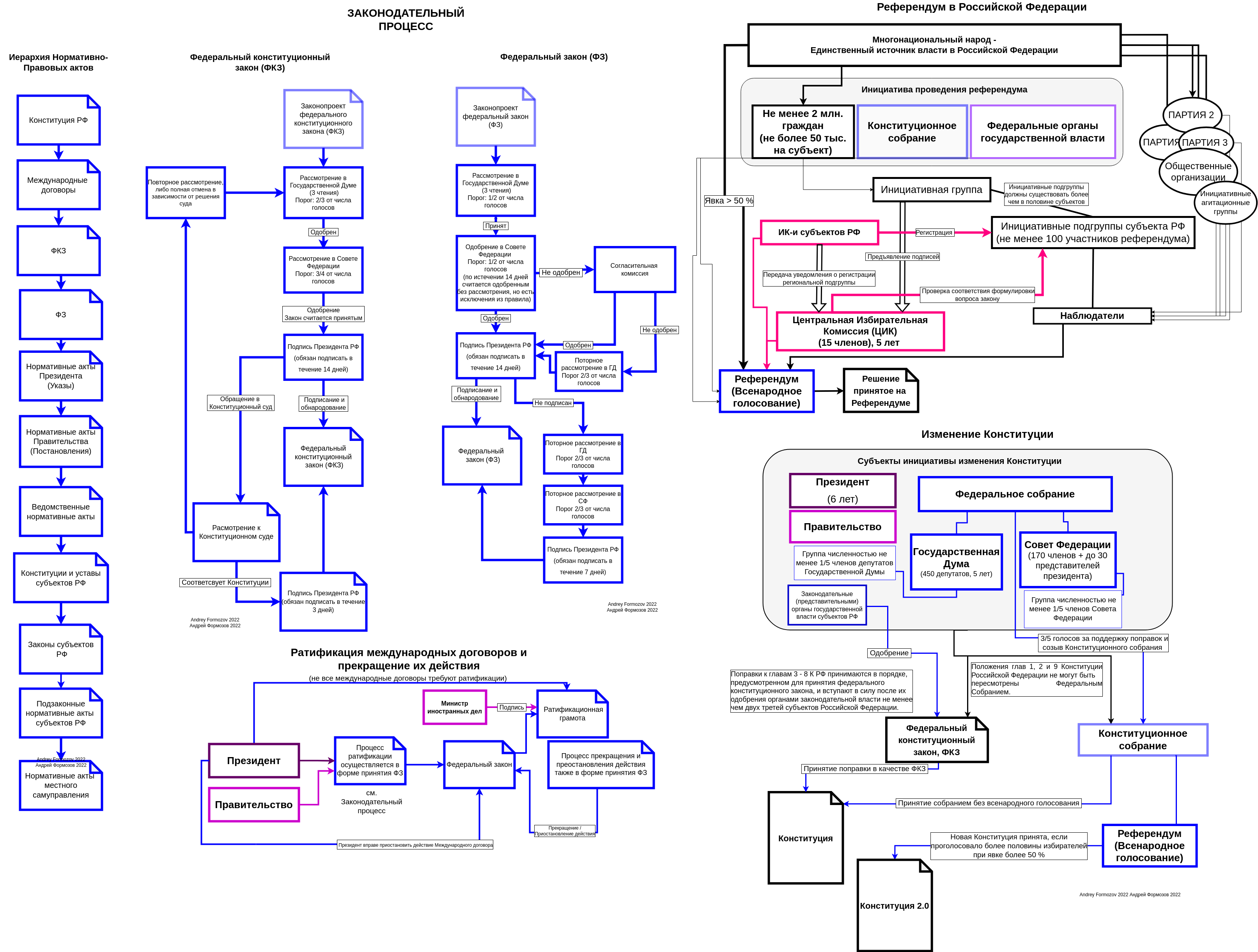
Диаграмма основных процедур законодательного процесса в Российской Федерации. Представлена иерархия нормативно-правовых актов, процедуры принятия конституционных федеральных законов (ФКЗ), федеральных законов (ФЗ), ратификация международных договоров, изменения Конституции и процедура проведения референдума.

Законодательный процесс в Российской Федерации осуществляется Федеральным собранием Российской федерации в форме принятия Федеральных конституционных законов (сокращенно, ФКЗ) и Федеральных законов (ФЗ). ФКЗ и ФЗ находятся ниже по юридической силе Конституции и Международных договоров, но выше всех остальных нормативно-правовых актов. Законодательный процесс начинается с разработки проекта закона и его внесения на рассмотрение в Государственную думу. Субъектами законодательной инициативы могут также выступать Правительство, Президент, и законодательные органы субъектов Российской федерации, а также Конституционный и Верховный суд по вопросам своего ведения. Как правило, законопроект рассматривается Государственной думой в трех чтениях, и далее выносится на голосование, по результатам которого может быть принят, одобрен или отклонен. В случае принятия или одобрения законопроект передается в Совет Федерации на рассмотрение (см. схему).
Ратификация, как одна из форм согласия на исполнение обязательств по межнародному договору, осуществляется в форме федерального закона.
 Отказ от исполнения международных обязательств, легальный выход из соглашения или договора.
Поправки в Конституцию (главы 3 — 8), осуществляются в форме Федерального Конституционного закона. 